# Federação Paulista de Futebol
De Federação Paulista de Futebol (Nederlands: Voetbalfederatie van São Paulo) werd opgericht op 22 april 1941 en controleert alle officiële voetbalcompetities in de staat São Paulo.  De federatie vertegenwoordigt de voetbalclubs bij de overkoepelende CBF en organiseert de Campeonato Paulista, Copa São Paulo de Juniores en de Copa Paulista de Futebol. 

## Voorzitters
|     | Name                         | Start termijn | Einde termijn |
| --- | ---------------------------- | ------------- | ------------- |
| 1.  | Ubirajara Pamplona           | 1941          | 1941          |
| 2.  | Taciano de Oliveira          | 1941          | 1943          |
| 3.  | Getúlio Vargas Filho         | 1943          | 1943          |
| 4.  | Antônio Carlos Guimarães     | 1943          | 1945          |
| 5.  | Antônio Feliciano            | 1945          | 1947          |
| 6.  | Roberto Gomes Pedrosa        | 1947          | 1954          |
| 7.  | Mário Frugielle              | 1954          | 1955          |
| 8.  | João Mendonça Falcão         | 1955          | 1970          |
| 9.  | José Ermírio de Moraes Filho | 1970          | 1976          |
| 10. | Alfredo Metidieri            | 1976          | 1979          |
| 11. | Nabi Abi Chedid              | 1979          | 1982          |
| 12. | José Maria Marin             | 1982          | 1988          |
| 13. | Eduardo José Farah           | 1988          | 2003          |
| 14. | Marco Polo Del Nero          | 2003          | 2015          |
| 15. | Reinaldo Carneiro Bastos     | 2015          |               |

Acre · Alagoas · Amapá · Amazonas · Bahia · Ceará · Espírito Santo · Federaal District · Goiás · Maranhão · Mato Grosso · Mato Grosso do Sul · Minas Gerais · Pará · Paraíba · Paraná · Pernambuco · Piauí · Rio de Janeiro · Rio Grande do Norte · Rio Grande do Sul · Rondônia · Roraima · Santa Catarina · São Paulo · Sergipe · Tocantins